# 沃克鎮區 (印地安納州傑斯帕縣)
沃克鎮區（英語：Walker Township）是位於美國印地安納州傑斯帕縣的一個行政鎮區。

## 地方資料
根據2010年美國人口普查的數據，沃克鎮區的面積為151.40平方千米，當中陸地面積為150.50平方千米，而水域面積為1.00平方千米。當地共有人口3663人，而人口密度為每平方千米24.19人。